# Gerbecova vila
Gerbecova vila, přesněji též vila či dům Ludvíka Gerbece, je rodinný dům ve Zlíně ve čtvrti Zálešná. Vilu si nechal vystavět jeden z manažerů firmy Baťa Ludvík Gerbec v předválečném období. Vznikla mezi lety 1937 a 1938 podle plánů architekta Vladimíra Karfíka. Po roce 1948 byl dům adaptován na dětské jesle a postupně prošel mnoha úpravami. Na počátku 90. let 20. století stavba našla nové využití jako centrum denních služeb pro seniory. V roce 2001 byla zapsána na seznam nemovitých kulturních památek.

## Historie
Ludvík Gerbec, syn zakladatele zlínské nemocnice Rudolfa Gerbece, byl jedním z důležitých manažerů společnosti Baťa. V roce 1938 působil jako vedoucí kalkulačního oddělení Baťovy firmy v nizozemském městě Best nedaleko Eindhovenu a od roku 1939 zastával pozici vedoucího společnosti v americkém Belcampu ve státě Maryland. Oženil se s Janou Menčíkovou, dcerou předního představitele firmy Baťa Alexandra Menčíka a v roce 1940 se manželům v USA narodila dcera Joan Eleanor Gerbec, která získala americké občanství. Ještě téhož roku odcestovali na Filipíny, kde Gerbec dostal za úkol založit novou pobočku v Manile.
Ještě před těmito světoběžnými počiny si však Ludvík Gerbec objednal u architekta Vladimíra Karfíka výstavbu rodinného domu v domovském Zlíně. Karfík předtím pracoval v letech 1928–1929 v Americe u proslulého architekta Franka Lloyda Wrighta, který rozvedl horizontalismus prérijního stylu. O 17 let později, v roce 1936, Karfík už jako vedoucí Stavebního oddělení Baťových závodů využil tyto prvky v návrhu rodinného domu čp. 3007 ve zlínské obytné čtvrti Zálešná, kde na obvyklý baťovský domek přidal výrazně předsazenou poměrně plochou valbovou střechu přecházející plynule v krytou vstupní verandu. A stejný princip použil o rok později nedaleko odtud při realizaci první části domu Gerbecových.
Výstavba domu proběhla v roce 1937. Téměř hned po dokončení však Karfík přidal návrh jeho rozšíření, který spočíval v přístavbě přízemní části s pracovnou na západní straně. Realizováno bylo v roce 1938.
Rodina dům užívala pouhých 10 let. Během svého zlínského působení v ní žil i architekt Jiří Voženílek. Ludvík Gerbec v průběhu 2. světové války zůstal v Manile a podporoval odboj, v roce 1944 byl za to zatčen a vězněn Japonci. Po propuštění s koncem války zůstal s rodinou na Filipínách, kam se za ním v roce 1948 přistěhoval i tchán Alexander Menčík. V roce 1955 se i díky americkému občanství své dcery odstěhovali do Spojených států amerických, kde Ludvík Gerbec v lednu 1960 zemřel. Mezitím byly ve zlínské vile po roce 1948 zřízeny jesle národního podniku Svit pro 33 dětí.

## Architektura

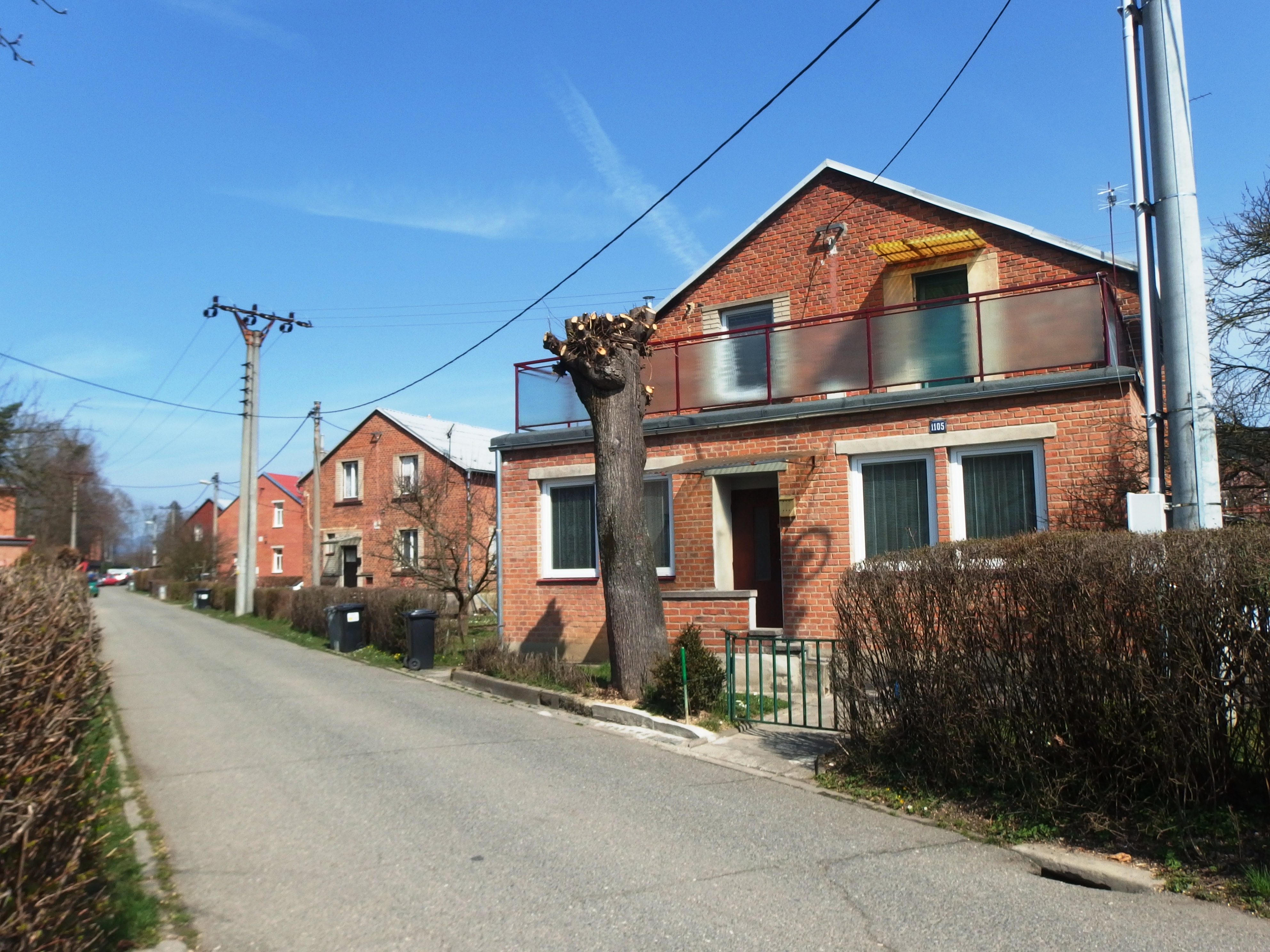
Starší domky se sedlovou střechou v ulici Zálešná I.

### Styl a inspirace
| „                                            | Mnohovrstevnatá odezva díla F. L. Wrighta vyzněla z Kafríkových zlínských realizací v této nevelké stavbě nejjasněji. | “ |
| — Česká republika. Architektura XX. století, | |   |

Dům vznikl v obytné čtvrti Zálešná, která se stavěla od roku 1926 a jejím dominantním stavebním typem byl typizovaný dvojdomek, v první fázi se sedlovou, později s rovnou střechou. Z této standardizované stavební produkce se Gerbecova vila, umístěná na západním okraji čtvrti, vymyká. Jak už bylo zmíněno, architekt Vladimír Karfík při návrhu domu čerpal inspiraci od Franka Lloyda Wrighta. Rozbíhání hmot do otevřeného prostoru a jejich horizontální ukončení plochými římsami je připomínkou Wrightových „prérijních domů“.
Podle Michala Koláře ze Zlínského architektonického manuálu „parafráze Wrightových tzv. ,prérijních‘ domů spočívá ve zdůraznění horizontality a plasticity objektu pomocí přetažení poměrně ploché valbové střechy, která v jihovýchodní části dokonce vytváří krytou vstupní verandu, otevřenosti prostoru nebo křížovém půdorysu celé stavby s výškově odstupňovanými a na sebe kolmými křídly. Specifickým wrightovským prvkem jsou zalamovaná okna jdoucí přes roh domu v přízemí. To vše se podařilo skloubit se standardními parametry kompaktního a úsporného baťovského bydlení, jako je použití neomítnutého spárovaného zdiva nebo velkorysé začlenění do okolní zeleně.“

### Návrh a dispozice
Vila má základní obdélníkový půdorys a v první fázi byla koncipována jako částečně podsklepený jednopatrový jednodomek s nízkou šikmou (valbovou) střechou. Do přízemí autor umístil pouze obývací pokoj propojený s jídelnou a kuchyní s dalším příslušenstvím. V kolmém východním vstupním křídle se pak nacházel pokoj pro sloužící, sociální zařízení a garáž. V patře byly situovány dvě ložnice s koupelnou.
Ve druhé fázi plánování a výstavby byl tento koncept rozšířen o druhý vybíhající přízemní trakt o rozměrech asi 7 × 5 metrů s pracovnou a zimní zahradou, který byl ze západní strany napojen na obývací pokoj. Do obývacího pokoje pak byl instalován krb a přidán téměř metr hluboký vystupující arkýř s rohovým oknem a cihelným parapetem. Pro Karfíka typickým funkcionalistickým prvkem se v pracovně stala čtyřmetrová pásová okna přesahující za roh. Rovná střecha přístavby zároveň nesla prostornou terasu s jednoduchým kovovým zábradlím.
Přístavbou vila dosáhla rozměrů téměř 20 × 9 metrů a svojí zastavěnou plochou 136 m2 se ve své době stala jednou z největších ve Zlíně. Odpovídala tomu i velikost parcely o výměře 3 500 m2. Oproti pozdějším tzv. ředitelským vilám Vladimíra Karfíka sice nedosahuje Gerbecova vila takové míry individualizace a přepychu, ve srovnání se standardizovanými firemními domky má však vyšší obytný standard. Jak uvádí Michal Kolář, „základem zde je stále stejná baťovská forma, u které byl jednotlivými úpravami projektu radikálně zvýšen komfort a lépe propracováno prostorové řešení“.

### Materiály a fasáda
Fasáda vily je tvořena spárovaným cihlovým zdivem, okna byla bíle lemovaná, což vytvářelo kontrast s cihlovou fasádou. Budova má nízký sokl a střecha je přetažena přes obvodové zdi. Zvláštností je nízká valbová střecha s plochými okapy.
Z původního vybavení vily a originálních řemeslných prvků se v důsledku pozdějšího využití a úprav zachovalo jen minimum.

## Další vývoj
Kompozičně vytříbený celek domu byl následně poznamenán řadou užitkových úprav a přístaveb, k jejichž realizaci docházelo v pozdějších letech. V roce 1958 byla horní letní terasa zastavěna a vzniklo tam oddělení kojenců a batolat. Valbová střecha byla přitom sjednocena nad celou dvoupodlažní částí a dům touto přístavbou podle Pavla Nováka „zcela změnil svůj charakter“.

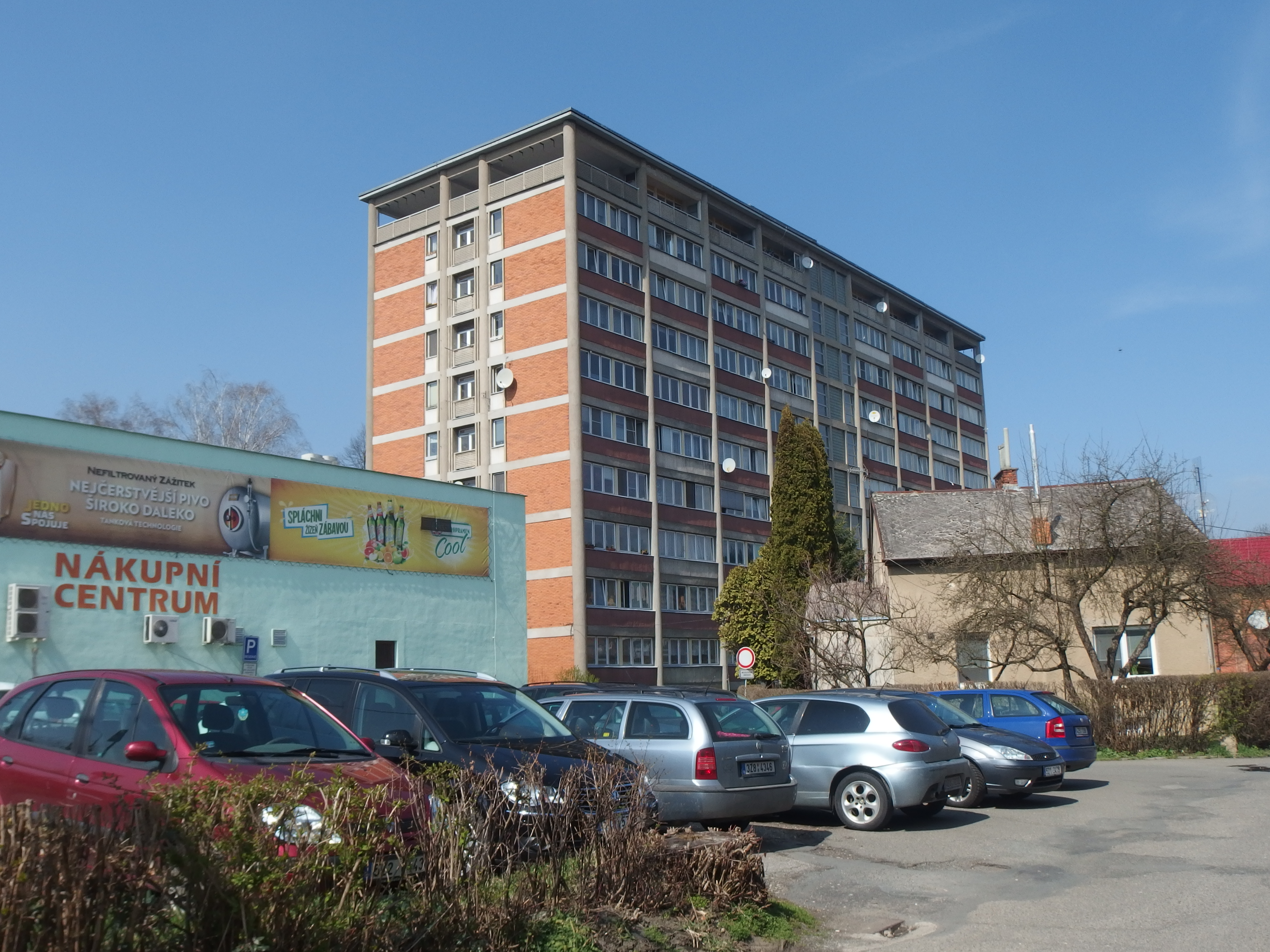
Sousední výškový obytný dům v kontrastu s drobnou zástavbou.

Postupně byl dům degradován dalšími úpravami ve vnitřní dispozici a rozšířením přízemních prostor o zastavěnou verandu a dvě dřevěné přístavby u uličního vchodu. Garáž změnila svou dřívější funkci a nahradilo ji vnější zpevněné parkovací stání. Také původní zahrada byla zmenšena a v roce 1963 byl v těsném sousedství vily postaven desetipodlažní experimentální obytný dům „Drofa“ (čp. 4057), který zcela zastínil okolní drobnou zástavbu.
Na začátku 90. let získala stavba nové využití, když ji město Zlín nechalo přestavět pro potřeby centra denních služeb. Podle Pavla Nováka se jednalo o další „velmi razantní“ zásah. Zlínská Charita v budově začala provozovat středisko pod názvem Domovinka (od roku 2006), poskytující seniorům během dne aktivní pobyt mezi vrstevníky, stravu a pitný režim, případně i osobní hygienu a další úkony.
V březnu 2001 byla budova prohlášena rozhodnutím Ministerstva kultury ČR za kulturní památku, vedena je pod číslem rejstříku ÚSKP 50897/7-8954. Již v roce 1990 byla také zahrnuta do územní památkové ochrany v rámci městské památkové zóny Zlín.
V roce 2022 město Zlín ve svém strategickém plánu uvedlo budoucí záměr pietní obnovy exteriéru Gerbecovy vily spojené s odstraněním nevhodných přístaveb a úprav.